# Чжуан Сяоянь
Чжуан Сяоянь (кит.: 庄晓岩; нар. 4 травня 1969) — китайська дзюдоїстка, олімпійська чемпіонка 1992 року, чемпіонка світу.

## Виступи на Олімпіадах
| Олімпіада      | Дисципліна  | Місце |
| -------------- | ----------- | ----- |
| Барселона 1992 | понад 72 кг | 1     |